# Сенгеловска чешма
Сенгеловската чешма е военен паметник – чешма в Сенгелска планина над село Сенгелово, Гърция. През Първата световна война за кратко в селото са разположени частите на 26-и пехотен пернишки полк. Тогава тя е построена от първа дружина на полка. Чешмата е била с три чучура и е имала надписи „България се бои само отъ Бога...“ и „Построена от 26 пехотен Пернишки полк“.
През 2018 година научна експедиция открива точната локация на чешмата, която е в незавидно състояние.